# تاورنا
تاورنا (به ایتالیایی: Taverna) یک کومونه در ایتالیا است که در استان کاتانزارو واقع شده‌است.

## خصوصیات
تاورنا ۱۳۲ کیلومترمربع مساحت و ۲٬۷۲۹ نفر جمعیت دارد و ۵۲۱ متر بالاتر از سطح دریا واقع شده‌است.

## خواهرخوانده
شهر زوریک خواهرخواندهٔ تاورنا هست.